# Tales of Zestiria
Tales of Zestiria (テイルズ オブ ゼスティリア, Teiruzu obu Zesutiria) est un jeu vidéo de rôle édité par Bandai Namco et développé par tri-Crescendo. Le titre est annoncé par Hideo Baba, le producteur de la série Tales of, lors d'une conférence le 12 décembre 2013 à l'occasion des 20 ans de la série. C'est la quinzième production de la franchise. Il est sorti en janvier 2015 sur PlayStation 3 au Japon,, et en octobre 2015 en Europe et en Amérique du Nord sur PlayStation 3, PlayStation 4 et Windows.

## Trame

### Synopsis
Le joueur suit l'histoire de Sorey, un jeune garçon vivant seul dans un village de Séraphins, Elysia. C'est le seul être humain du village. Il fait partie des quelques rares humains pouvant communiquer avec eux. En effet les séraphins sont des divinités, les humains ayant perdu foi en eux, ne sont plus capable de les voir ou de les entendre. Un jour, alors qu'il explore de vieilles ruines avec son ami d'enfance, Mikleo, il fit la rencontre d'une jeune humaine inconsciente, Alisha. Cette rencontre le mènera à découvrir le monde extérieur et à devenir le nouveau « Berger », un élu dont la mission est de rétablir la paix et l'ordre sur le continent de Valbois où deux pays s'affrontent en effet de façon incessante : le royaume d'Hyland et l'empire de Rolance. Pour cela, il devra combattre la malveillance au fond du cœur des hommes.

### Personnages
Sorey (スレイ, Surei)
Humain au coeur pur, il deviendra le Berger. L'être capable de restaurer l'harmonie du monde.
Mikleo (ミクリオ, Mikurio)
Séraphin de l'eau
Lailah (ライラ, Raira)
Séraphin de feu
Edna (エドナ, Edona)
Séraphin de terre
Rose (ロゼ, Roze)
Dezel (デゼル, Dezeru)
Séraphin de vent
Zaveid (ザビーダ, Zabīda)
Séraphin de vent
Alisha (アリーシャ, Arīsha)
Humaine, originaire de Damelac, elle accompagnera le Berger lors de ses aventures.
Sergei (セルゲイ, Serugei)
Maltran (マルトラン, Marutoran)

## Développement
Le jeu est dévoilé le 12 décembre 2013 pour les 20 ans de la série. Il dispose des mêmes caractéristiques au niveau du gameplay que les autres Tales of, et propose la découverte de nouvelles aventures dans le monde de Greenwood avec Sorey (doublé par Ryohei Kimura en japonais) pour le héros masculin et Alisha (doublé par Ai Kayano en japonais) pour le personnage féminin. Tales of Zestiria réunit pas moins de quatre character designers bien connus de la franchise, tels Kōsuke Fujishima (character designer de Tales of Phantasia, Tales of Symphonia, Tales of the Abyss et Tales of Vesperia), Mutsumi Inomata (qui a dessiné les personnages de Tales of Destiny, Tales of Rebirth et Tales of Graces entre autres), Daigo Okumura (Tales of Symphonia: Dawn of the New World et Tales of Xillia 2) et Minoru Iwamoto (série Tales of the World: Radiant Mythology).
Le 12 février 2014, le personnage de Mikleo (doublé par Ryōta Ōsaka en japonais) est annoncé dans le magazine Shōnen Jump. Plus tard sont annoncés les derniers membres de l'équipe, Edna (Misato Fukuen), Lailah (Miyu Matsuki) et Dezel (Daisuke Ono).

## Adaptations

### Anime
Un anime spécial intitulé Tales of Zestiria: Dōshi no Yoake est diffusé les 30 et 31 décembre 2014 sur Tokyo MX  et BS11. Il est produit par ufotable, le studio responsable des cinématiques du jeu vidéo. Cet OAV reprend la première partie du jeu.
La série Tales of Zestiria the X comporte deux saisons pour 26 épisodes au total : la première saison de 13 épisodes est diffusée entre le 3 juillet et le 18 septembre 2016, tandis que la seconde, comportant également 13 épisodes, est diffusée entre le 8 janvier et le 2 avril 2017. Elle a été diffusée sur Wakanim dans les pays francophones et ADN.

### Manga
Le manga Tales of Zestiria: Michibiki no Koku, dessiné par Shiramine, est publié dans le magazine Monthly Comic Zero-Sum à partir du 28 janvier 2015.